# Lucas Lingman
Lucas Lingman né le 25 janvier 1998 à Espoo en Finlande, est un footballeur international finlandais. Il évolue au poste de milieu central au HJK Helsinki.

## Biographie

### En club
Né à Espoo en Finlande, Lucas Lingman est formé par le HJK Helsinki. Il commence sa carrière avec l'équipe réserve, le Klubi-04. Il joue son premier match le 19 mars 2014, lors d'une rencontre de coupe de Finlande face au FC Haka. Il entre en jeu à la place de Roni Peiponen (en) et son équipe s'incline par quatre buts à trois après prolongations.
Le 3 janvier 2018, Lingman rejoint le RoPS Rovaniemi,.
Le 18 janvier 2022, Lucas Lingman rejoint la Suède en s'engageant avec le Helsingborgs IF,.
Le 1er août 2022, Luca Lingman est prêté à son ancien club, le HJK Helsinki jusqu'à la fin de l'année. Le 12 janvier 2023 son prêt au HJK est prolongé d'une saison, soit jusqu'en décembre 2023.
Le 4 janvier 2024, Lucas Lingman s'engage définitivement avec le HJK Helsinki. Il signe un contrat de trois ans, soit jusqu'en décembre 2026.

### En équipe nationale
Lucas Lingman est convoqué pour la première fois avec l'équipe nationale de Finlande en mars 2022 par le sélectionneur Markku Kanerva,. Lingman honore sa première sélection en étant titularisé le 29 mars contre la Slovaquie (défaite 0-2 score final). Le 7 juin de la même année, lors de sa deuxième sélection, il délivre sa première passe décisive, contre le Monténégro. Ce match gagné 2-0 rentre dans le cadre de la Ligue des nations.

## Palmarès
HJK Helsinki
- Champion de Finlande (3) :
  - Champion : 2017, 2020 et 2021.

- Coupe de Finlande (2) :
  - Vainqueur : 2017 et 2020.
  - Finaliste : 2021.